# Mame Tacko Diouf
Mame Diouf Tacko (sinh 17 tháng 10 năm 1976) là một vận động viên chạy vượt rào người Sénégal đã nghỉ hưu.

## Thành tích giải đấu
| Năm                  | Giải đấu                   | Địa điểm                           | Thứ hạng             | Nội dung             | Chú thích            |
| Representing Sénégal | Representing Sénégal       | Representing Sénégal               | Representing Sénégal | Representing Sénégal | Representing Sénégal |
| -------------------- | -------------------------- | ---------------------------------- | -------------------- | -------------------- | -------------------- |
| 1994                 | Jeux de la Francophonie    | Bondoufle, France                  | 16th (h)             | 100 m H              | 14.46                |
| 1994                 | World Junior Championships | Lisbon, Portugal                   | 29th (h)             | 400 m                | 59.02                |
| 1996                 | African Championships      | Yaoundé, Cameroon                  | 3rd                  | 100 m H              | 14.21                |
| 1997                 | Jeux de la Francophonie    | Antananarivo, Madagascar           | 3rd                  | 100 m H              | 13.68                |
| 1997                 | Jeux de la Francophonie    | Antananarivo, Madagascar           | 3rd                  | 400 m H              | 57.33                |
| 1998                 | African Championships      | Dakar, Senegal                     | 2nd                  | 100 m H              | 13.08                |
| 1998                 | African Championships      | Dakar, Senegal                     | 2nd                  | 400 m H              | 55.06                |
| 1999                 | World Championships        | Seville, Spain                     | 10th (h)             | 400 m H              | 55.17                |
| 1999                 | World Championships        | Seville, Spain                     | 10th (h)             | 4x400 m              | 3:30.99              |
| 1999                 | All-Africa Games           | Johannesburg, South Africa         | 3rd                  | 100 m H              | 13.02                |
| 1999                 | All-Africa Games           | Johannesburg, South Africa         | 2nd                  | 400 m H              | 55.69                |
| 2000                 | African Championships      | Algiers, Algeria                   | 1st                  | 400 m H              | 57.48                |
| 2000                 | Olympic Games              | Sydney, Australia                  | 27th (h)             | 400 m H              | 58.65                |
| 2000                 | Olympic Games              | Sydney, Australia                  | 13th (h)             | 4x400 m              | 3:28.02              |
| 2001                 | Jeux de la Francophonie    | Ottawa, Canada                     | 5th                  | 400 m H              | 56.95                |
| 2001                 | World Championships        | Edmonton, Canada                   | 17th (h)             | 400 m H              | 56.44                |
| 2001                 | World Championships        | Edmonton, Canada                   | 11th (h)             | 4x400 m              | 3:30.03              |
| 2002                 | African Championships      | Radès, Tunisia                     | 4th (h)              | 100 m H              | 13.88                |
| 2002                 | African Championships      | Radès, Tunisia                     | 3rd                  | 400 m H              | 58.86                |
| 2003                 | World Championships        | Paris, France                      | 19th (h)             | 400 m H              | 56.22                |
| 2003                 | World Championships        | Paris, France                      | 7th (h)              | 4x400 m              | 3:28.37              |
| 2004                 | African Championships      | Brazzaville, Republic of the Congo | 2nd                  | 400 m H              | 55.62                |
| 2004                 | African Championships      | Brazzaville, Republic of the Congo | 1st                  | 4x400 m              | 3:29.41              |
| 2004                 | Olympic Games              | Athens, Greece                     | 29th (h)             | 400 m H              | 57.25                |
| 2004                 | Olympic Games              | Athens, Greece                     | 16th (h)             | 4x400 m              | 3:35.18              |

### Thành tích cá nhân tốt nhất
- Vượt rào 100 mét - 12,94 giây (2000)
- Vượt rào 400 mét - 54,75 giây (1999)
- 200 mét - 23,43 giây (2000)
- 400 mét - 53,96 giây (2003)